# Щенсный, Пётр

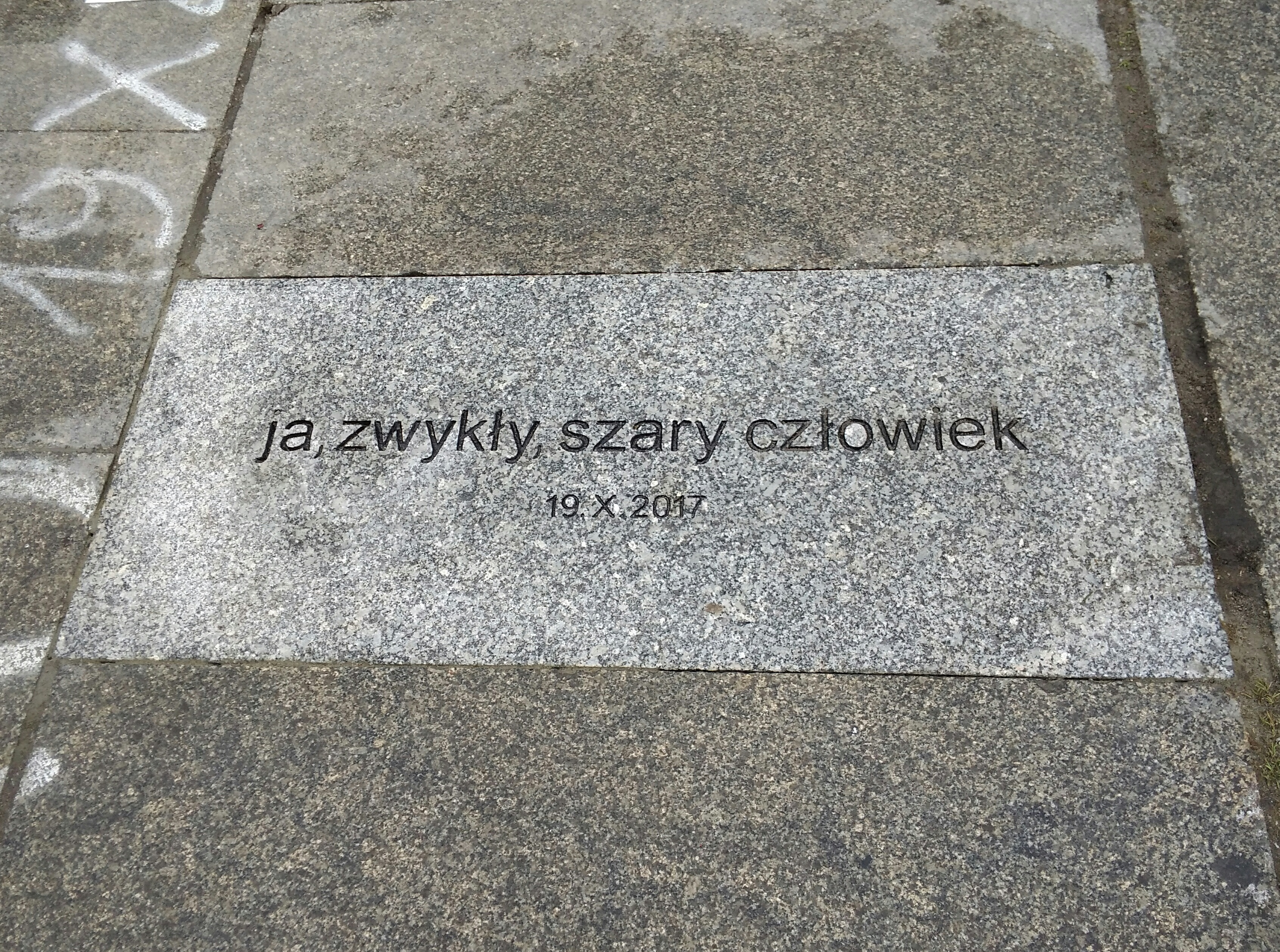
Мемориальная доска рядом с официальной галереей Дворца культуры:
«Я, обычный, серый человек»

Пётр Павел Щенсный (пол. Piotr Paweł Szczęsny; 6 июля 1963, Краков — 29 октября 2017, Варшава) — польский химик, член польского общества «Менса».
19 октября 2017 г. после 16:00 он распространил на площади перед варшавским дворцом культуры и науки сделанные им листовки с пятнадцатью обвинениями руководящему режиму партии «PiS», после этого он вылил на себя горючую жидкость и зажег себя. Он умер в больнице через десять дней.
Пётр Щенсный изучал химию в Ягеллонском университете и стал членом Независимого союза студентов. В 1980-х годах был активистом профсоюза «Солидарность».
После окончания университета остался ассистентом в университете, начал свою докторскую диссертацию. После 1989 года покинул университет и стал соучредителем издательства, где публиковали пособия по химии. В течение десяти лет занимал должность председателя Общества непрерывной профессиональной подготовки. Работал консультантом по вопросам бизнеса. В 2016 году он закрыл свою компанию. 
Пётр Щенсный жил в г. Неполомицaх. Он был очень интеллигентным человеком, отцом двух взрослых детей, которые занимаются докторскими диссертациями. Его жена является фармацевтом. Он не участвовал в политических акциях польской оппозиции. Его листовки были написаны точным языком, без строгих слов.
До 2 ноября в средствах массовой информации его называли «Piotr S.», позже его фамилия была раскрыта с согласия семьи.